# Atherigona apicemaculata
Atherigona apicemaculata är en tvåvingeart som beskrevs av Willi Hennig 1952. Atherigona apicemaculata ingår i släktet Atherigona och familjen husflugor. Inga underarter finns listade i Catalogue of Life.